# Henri II de Brabant
Henri II de Brabant, né en 1207, mort à Louvain le 1er février 1248, est duc de Brabant de 1235 à 1248. Il est fils d'Henri Ier et de Mathilde de Boulogne.

## Biographie

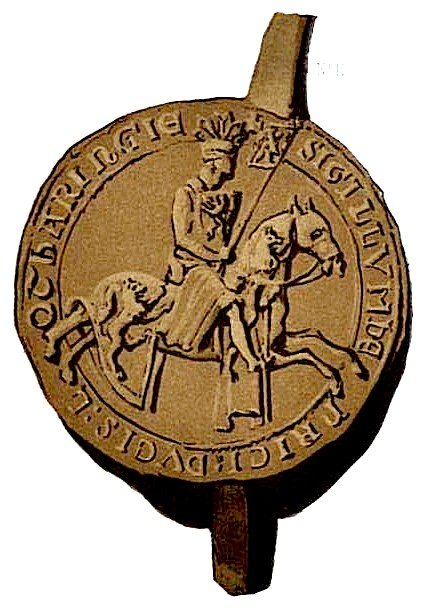
Sceau d'Henri II de Brabant.

À peine né, il est fiancé à une fille de Philippe de Souabe, roi des Romains et compétiteur d'Otton IV de Brunswick. Son père le donne en otage à plusieurs reprises, et il apparaît dans les chartes et diplômes aux côtés de son père à partir de 1221. Il est armé chevalier en 1226. En 1228, il se signale dans une campagne contre l'archevêque de Cologne.
Il succède à son père en 1235. En 1237, il est impliqué dans la guerre entre l'évêque de Liège et la famille de Limburg, puis dans les luttes d'influence qui se déchainent à la mort de l'évêque pour l'élection de son successeur. La guerre ne se termine qu'en 1243. Après cette date, il n'intervient plus dans les affaires de l'Empire, se consacrant à la gestion de son duché. Le 12 janvier 1248, quelques jours avant sa mort, le duc Henri accorde à ses sujets le premier privilège foncier général pour le duché de Brabant, promettant, entre autres, la sécurité juridique, et qui vise à assurer la succession de son jeune fils, Henri III.
Henri II est inhumé, avec sa deuxième épouse Sophie de Thuringe, dans un mausolée situé dans le chœur de l'église abbatiale de l'abbaye cistercienne de Villers-en-Brabant.

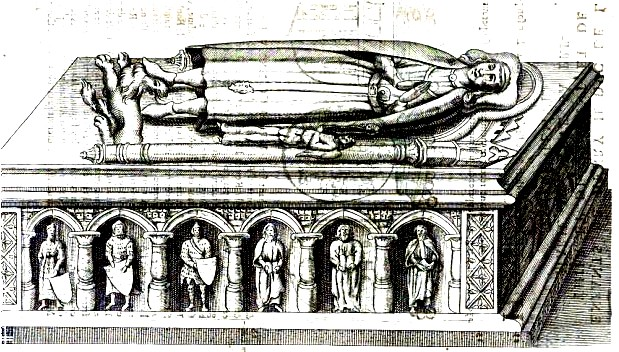
Tombe d'Henri II de Brabant.

S'étant marié deux fois, il est l'auteur commun entre, par son fils Henri III de Brabant, la Maison de Bourgogne, puis par descendance, la Maison de Habsbourg, puis la Maison de Habsbourg-Lorraine ; par son fils Henri 1er de Hesse, toutes les branches formées depuis par la Maison de Hesse .

## Mariage et enfants

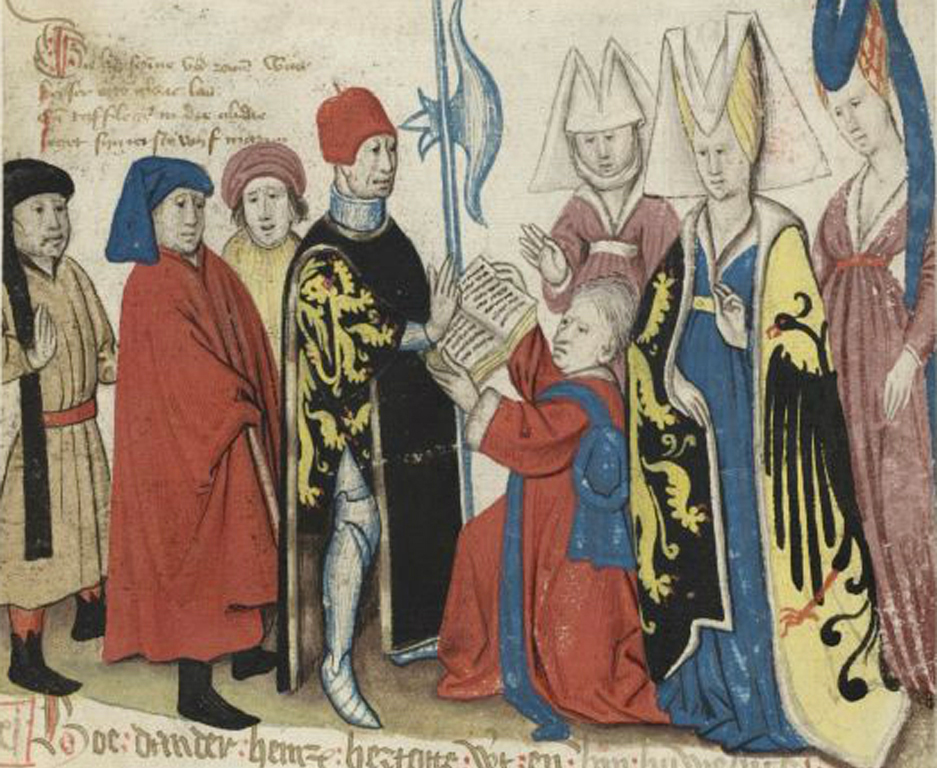
Mariage d'Henri II et de Marie Von Hohenstaufen. Miniature par Jan van Boendale, Bibliothèque royale de Belgique.

Il épouse en premières noces le 22 août 1215 Marie de Souabe (1201 † 1235), fille de Philippe de Souabe, roi des Romains et d'Irène Ange. Ils ont :
- Henri III (mort en 1261), duc de Brabant ; marié à Adélaïde de Bourgogne, tige des ducs de Bourgogne, puis de la Maison de Habsbourg et de la Maison de Habsbourg-Lorraine ;
- Philippe, mort jeune ;
- Mathilde (née en 1224, morte en 1288), mariée en 1237 à Robert de France (née en 1216, mort en 1250), comte d'Artois, puis en 1254 Guy III de Châtillon (mort en 1289), comte de Saint-Pol ;
- Béatrice (1225 † 1288), mariée en 1241 à Henri le Raspon (mort en 1247), landgrave de Thuringe puis roi des Romains, puis en 1247 Guillaume III de Dampierre (1224 † 1251), comte de Flandre ;
- Marie (née en 1226, morte en 1256), mariée en 1254 à Louis II de Wittelsbach (né en 1229, mort en 1294), duc de Bavière ;
- Marguerite (morte en 1277), abbesse de Valduc.

Veuf, il se remarie vers 1240 à Sophie de Thuringe (née en 1224, morte en 1275), fille de Louis IV, landgrave de Thuringe, et d'Élisabeth de Hongrie. Ils eurent :
- Henri (né en 1244, mort en 1308), landgrave de Hesse, tige de la maison de Hesse ;
- Élisabeth (née en 1243, morte en 1261), mariée en 1254 à Albert Ier (né en 1236, mort en 1279), duc de Brunswick-Lunebourg.

## Source
- Ressource relative aux beaux-arts :   - British Museum
- Notices dans des dictionnaires ou encyclopédies généralistes :   - Biografisch Portaal van Nederland
  - Deutsche Biographie
- Notices d'autorité :   - VIAF
  - ISNI
  - GND
  - Pays-Bas
- Alphonse Wauters, « Henri II », Académie royale de Belgique, Biographie nationale, vol. 9, Bruxelles, 1887 [détail des éditions], p. 123-137.